# Figueira de Castelo Rodrigo
Figueira de Castelo Rodrigo es una villa y municipio portugués perteneciente al distrito de Guarda, Región estadística del Centro (NUTS II) y comunidad intermunicipal Beiras y Sierra de la Estrella (NUTS III). La ciudad, sede del municipio, cuenta con cerca de 2300 habitantes, mientras que el municipio, que tiene 508,57 km² de superficie y 5148 habitantes de población (2021) está subdividido en 10 freguesias. Se encuentra comprendido dentro del parque natural del Duero Internacional.

## Geografía

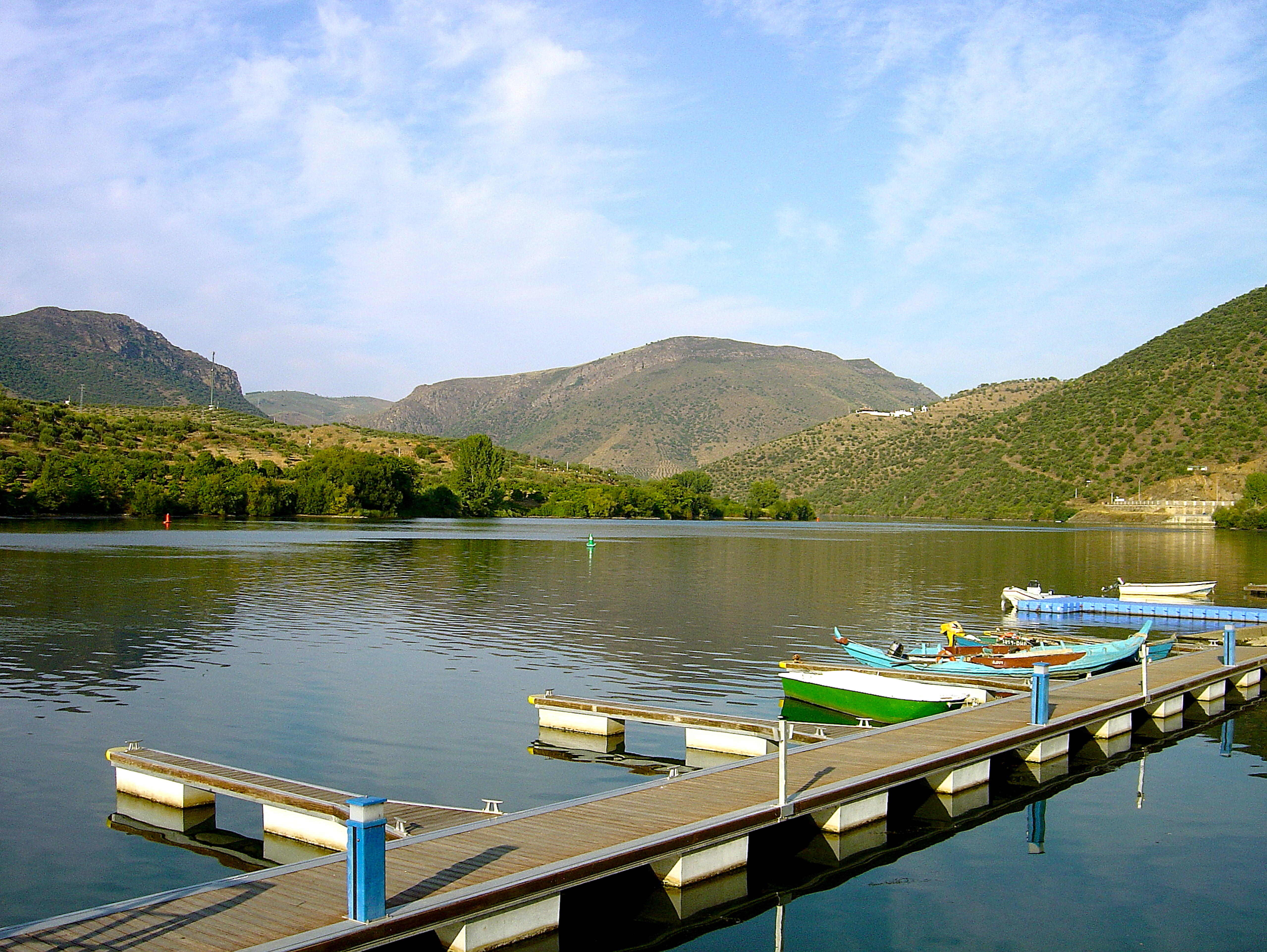
El río Duero en la zona donde confluye con el río Águeda, en la aldea de Barca de Alba, perteneciente a la freguesia de Escalhão, donde terminan los cruceros por el Duero que vienen de Oporto. A la derecha, España, a la izquierda, Portugal.

El municipio está delimitado al este por el río Águeda y Turones, al norte por el río Duero y al este por el río Coa. La parte noreste se encuadra dentro del parque natural del Duero Internacional.
Gran parte de la singularidad del municipio de Figueira de Castelo Rodrigo se debe a su marco geográfico, que en términos morfológicos se caracteriza por un profundo dualismo. La zona está constituida por una meseta que se extiende por el sector meridional del municipio, la meseta de la Región Leonesa, que va disminuyendo de altitud hacia el noroeste, en contraste con la sierra de Marofa, que destaca como relieve residual de los asentamientos de cuarcita que existen en sentido este-oeste, sobre los que se asienta la aldea histórica de Castelo Rodrigo. Su dualismo se verifica también en términos paisajísticos, tanto por la diversidad litológica, predominantemente granítica y esquistosa, en contraste con los grandes depósitos de raña que se encuentran al pie de la sierra de Marofa, como por la diversidad climática, gracias a la que es posible encontrar cultivos marcadamente mediterráneos, entre los que destacan la vid, el olivo o el almendro, situados en la zona de la meseta.
Orográficamente, en la extensa meseta que desciende de la sierra de Malcata, en Sabugal, al norte de Escalhão y del río Duero, la sierra de Marofa se destaca como el punto más alto del municipio de Figueira de Castelo Rodrigo que, con sus 977 metros de altitud, ofrece una extraordinaria vista de toda la región. Desde allí se pueden ver a simple vista las líneas geográficas que constituyen la frontera con España. Le siguen la colina de Castelo Rodrigo, con 821 metros de altura, y la sierra de Nave Redonda, situada en la misma freguesia, con 776 m. Otros picos menos prominentes están dispersos por las demás freguesias y proporcionan vistas igualmente interesantes.
El término municipal limita al norte con el municipio de Freixo de Espada à Cinta, al este con la frontera con España, al sur con el municipio de Almeida, al sudoeste y al oeste con el municipio de Pinhel y al noroeste con el municipio de Vila Nova de Foz Côa.
| Noroeste: Vila Nova de Foz Côa | Norte: Freixo de Espada à Cinta | Noreste: España |
| Oeste: Pinhel                  |                                 | Este: España    |
| Suroeste: Pinhel               | Sur: Almeida                    | Sureste: España |

## Historia

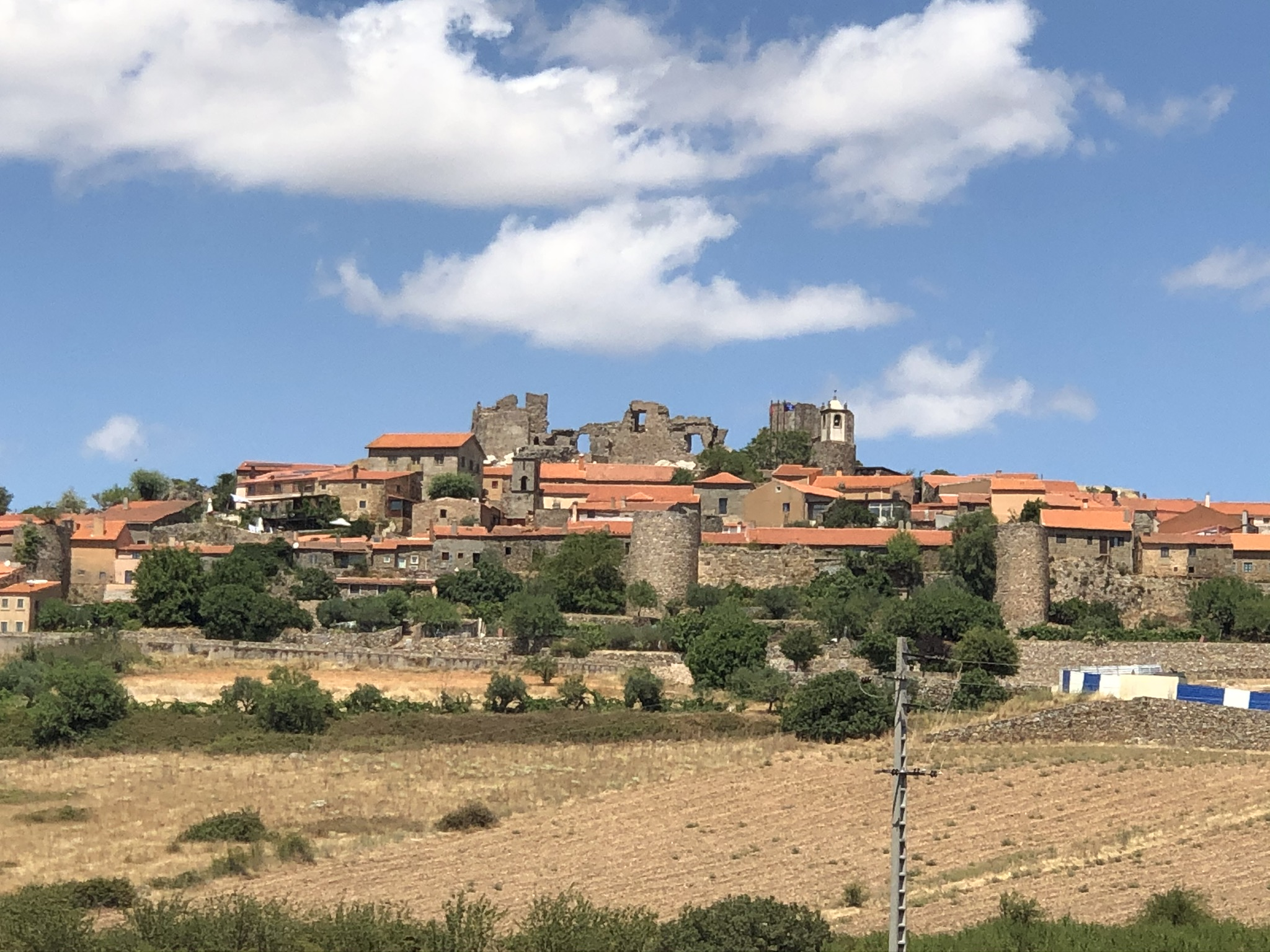
Castillo de Castelo Rodrigo.

Figueira conforma un territorio cuyo asentamiento se remonta a la fase final de la Prehistoria, la Protohistoria y la época romana. Además del yacimiento de la Falla, en la freguesia de Vale de Afonsinho, que forma parte de los sitios de arte rupestre prehistórico del valle del Coa, por lo tanto de ocupación más antigua, los casos más representativos de asentamiento humano durante los períodos mencionados, son algunos asentamientos altos, típicos de la cultura castrense, como el yacimiento del Rodo do Castelão, situado al borde de la freguesia de Escalhão, frente a la freguesia de Vilar de Amargo, donde también se han encontrado vestigios pertenecientes a la Prehistoria reciente, el yacimiento de Santo André, situado en la freguesia de Almofala, que se señala como el pueblo indígena más importante de la región y donde pudo haber existido un santuario protohistórico al que se puede asociar con los verracos de piedra que allí se han encontrado, con abundantes vestigios de la época romana, el yacimiento de la cordillera de Marofa, con vestigios que se han señalado desde hace mucho tiempo, que confirman la existencia de un castro y donde también se recogieron claras pruebas de la cultura romana, el yacimiento de Palumbeira, en Cinco Vilas, probablemente un pueblo minero y donde se recogieron materiales calcolíticos y de la Edad del Hierro, el yacimiento del castillo, en Algodres, con vestigios del calcolítico, el yacimiento de Santa Bárbara, en la localidad del mismo nombre, con signos de ocupación en la Edad del Hierro, el yacimiento del castillo en Escalhão, del que solo queda el topónimo, y el yacimiento de Fortaleza, en Escarigo, entre el arroyo del mismo nombre y el río Turones.
En el lugar de la torre de los frailes o casarão de la torre, en la freguesia de Almofala, se descubrieron importantes vestigios de la ocupación romana en las excavaciones realizadas en 1997, a saber, una ara que, al haber sido construida en el propio lugar, sirvió para marcarla como la "civitas cobelcorum", es decir, "la ciudad de los cobelcos", un pueblo cuya existencia se conocía pero cuya ubicación era un misterio.

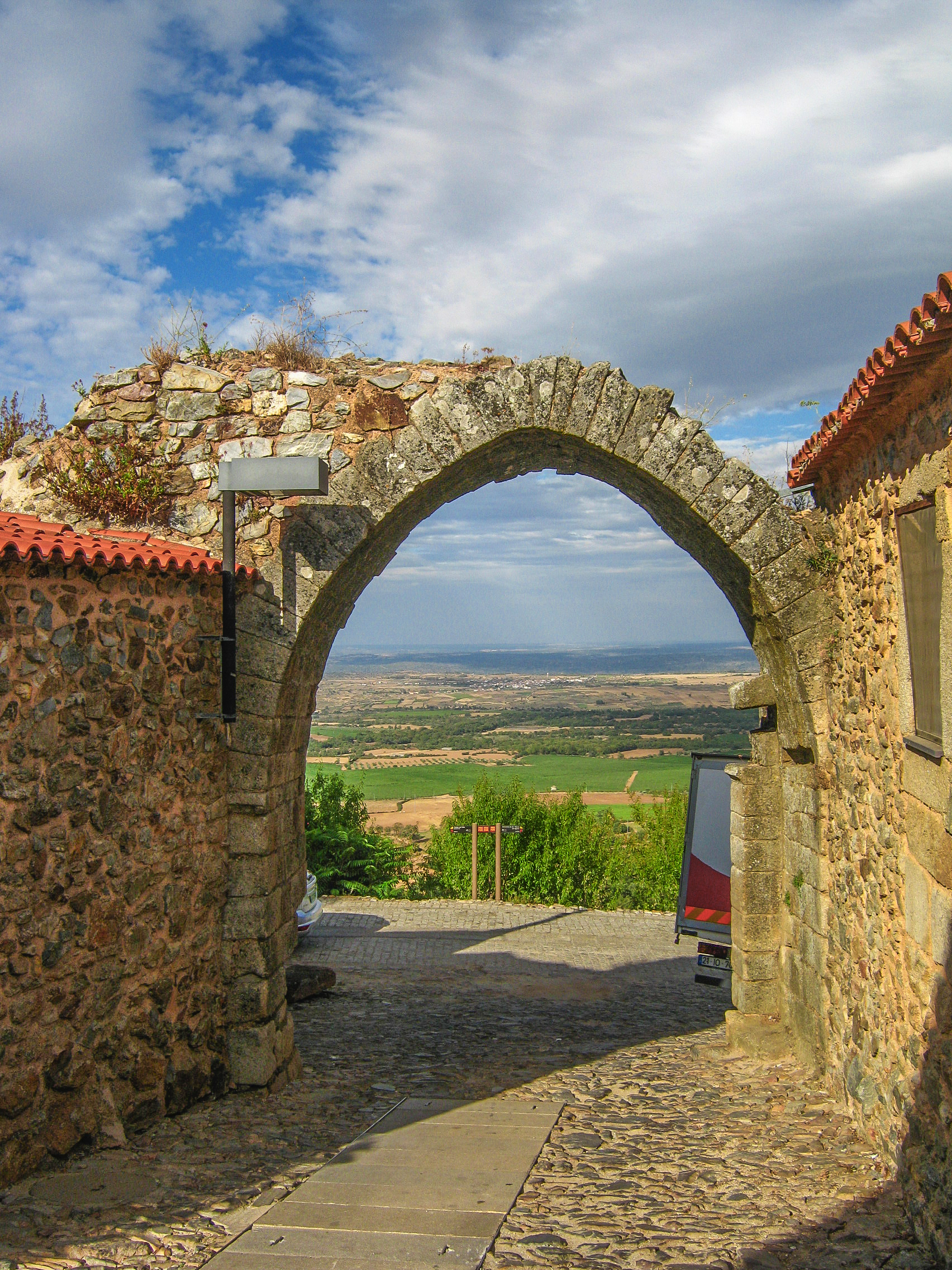
Puerta de Castelo Rodrigo.

Del período visigodo, con excepción del topónimo Escarigo, probablemente de origen hispano-visigodo, no hay datos sobre posibles cambios en la ocupación y organización del espacio en relación con el período romano. Poco se sabe también de la dominación árabe, salvo por los vestigios arquitectónicos de Castelo Rodrigo y las numerosas referencias a los moros en su carta, indicadores que solo sirven para confirmar su existencia allí antes del siglo XIII, así como por los topónimos Almofala y Algodres, que se supone que son originarios de la lengua árabe.
Después de la dominación árabe, esta parte de la región de Riba-Coa recibió una atención especial de la monarquía leonesa, cuya preocupación, de acuerdo con la reconquista cristiana, era fijar la población y fortalecer los pueblos. En este sentido, a principios del siglo XIII, el rey de León, Alfonso IX, emprendió la construcción de una fortaleza en la colina de Castelo Rodrigo, que consistía en un cercado de torres semicirculares y una imponente torre albarrana. Concedió a sus residentes, en 1209, su primer fuero. Como Riba-Coa ya sería una región con raíces portuguesas, se vivió aquí, durante casi un siglo, un período de indefinición política y de disputa de soberanía entre los dos reinos.
En 1296 el rey portugués Dionisio I tomó la aldea y pronto planeó para ella algunas innovaciones arquitectónicas con el fin de hacerla segura y poderosa, pero también con el objetivo de darle una clara marca de su soberanía. El 12 de septiembre de 1297, el tratado de paz luso-leonés, celebrado en la villa de Alcañices, confirmó las expectativas de Dionisio I. Castelo Rodrigo, entre otras aldeas de Riba-Coa y la frontera del Alentejo, pasaron definitivamente a soberanía portuguesa. En los siglos siguientes, la región siguió mereciendo la atención de los monarcas portugueses, entre los que destaca Fernando I que, en preparación de las guerras contra Castilla, ordenó la reparación de las murallas de Castelo Rodrigo y, para aumentar el comercio en el condado, creó allí un mercado que comenzó estableciéndose en el castillo, pero que debido a la rugosidad de la tierra, se trasladó al lugar de las higueras, es decir, a la villa de Figueira, antigua São Vicente de Figueira.

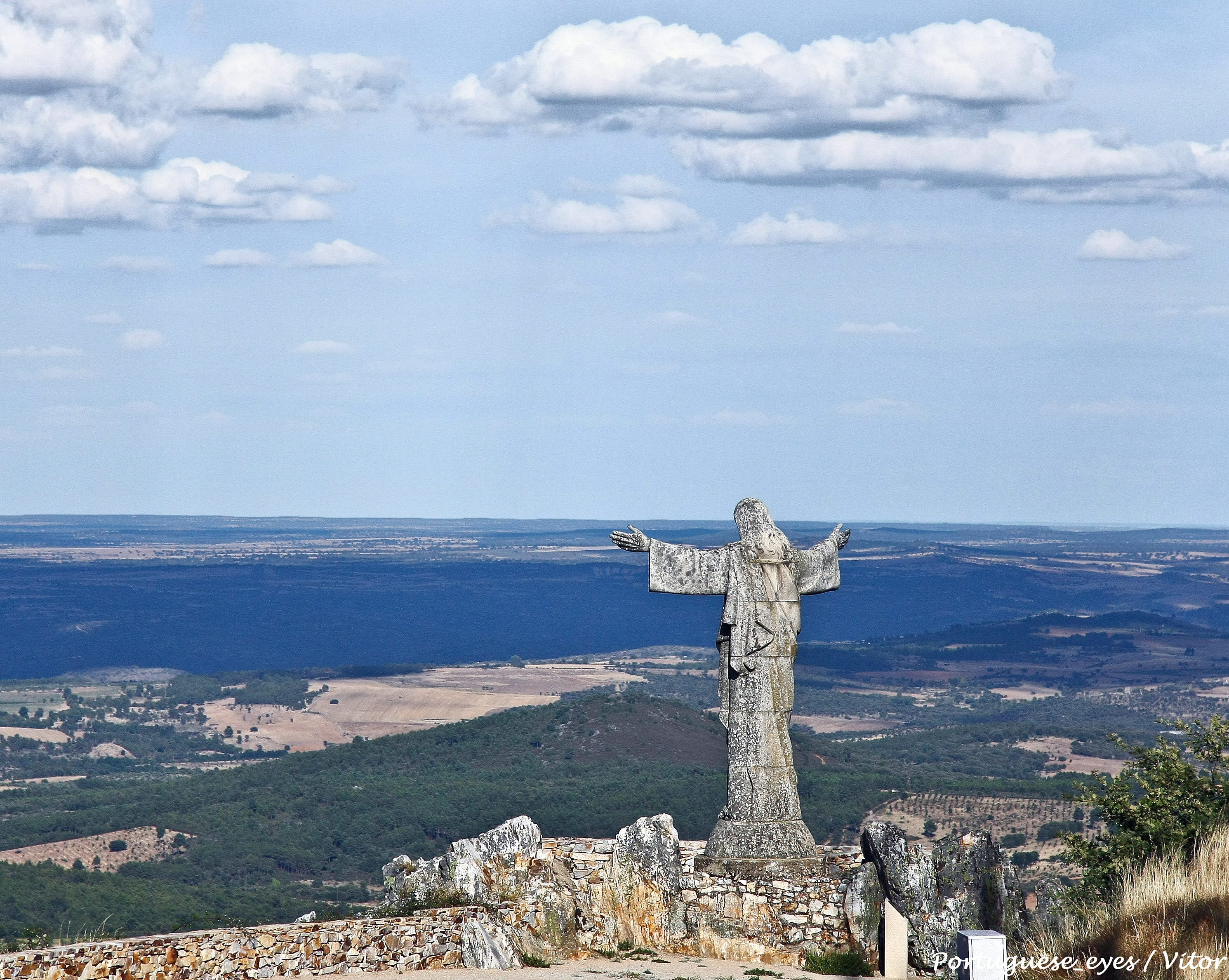
Cristo Rey, en la sierra de Marofa.

La guerra que precedió al reinado de Juan I y el mismo estado de abandono al que este rey había abocado la región, llevó la plaza a la ruina y a la despoblación durante más de un siglo. Fue deber de Manuel I renovar la atención real al lugar y dar un nuevo impulso al municipio. A principios de 1508 el monarca decidió restaurar la fortaleza y el 25 de junio del mismo año le concedió una nueva carta foral, donando la ciudad a su hijo, el infante Duarte. Esto abrió un nuevo ciclo de progreso en la historia del municipio que siglo y medio después se rompería con la Guerra de Restauración.
Durante la mayor parte del periodo de unión entre España y Portugal, la región mantuvo la estabilidad y prosperó, a pesar del descontento con la monarquía dualista, pero el golpe de Estado del 1 de diciembre de 1640 transformó esta zona fronteriza en una zona de repetidos acontecimientos dramáticos que sembraron el terror entre su población, siendo raras las aldeas que escaparon de los saqueos e incendios que llevaron a cabo los castellanos. Ya en 1642, los castellanos quemaron Escarigo, Almofala y Mata de Lobos. Los estudios demográficos, centrados en los datos de los asentamientos de Almeida, Castelo Rodrigo y Escalhão, revelan que la población de Riba-Coa sufrió una alta tasa de mortalidad entre 1640 y 1648, como resultado directo de los conflictos fronterizos y la consiguiente recesión económica que provocaron. En este ambiente de desesperación y martirio, muchos fueron los habitantes que mostraron coraje y perseverancia, destacando la famosa lucha de Escalhão, en 1648, en la que la población civil se atrincheró en una fortaleza cerca de la iglesia principal, soportando cuatro meses de hostigamiento por parte de 4500 infantes y 800 caballos y finalmente obligando al enemigo a retirarse. La batalla de Castelo Rodrigo, el 7 de julio de 1664, trajo la victoria decisiva de las armas portuguesas y la gloria de quienes participaron en ella se perpetúa en los estandartes levantados en el campo de Salgadela, en la freguesia de Mata de Lobos, donde se produjo la batalla, y en Castelo Rodrigo, en honor a la heroica resistencia a los primeros ataques del Duque de Alba.

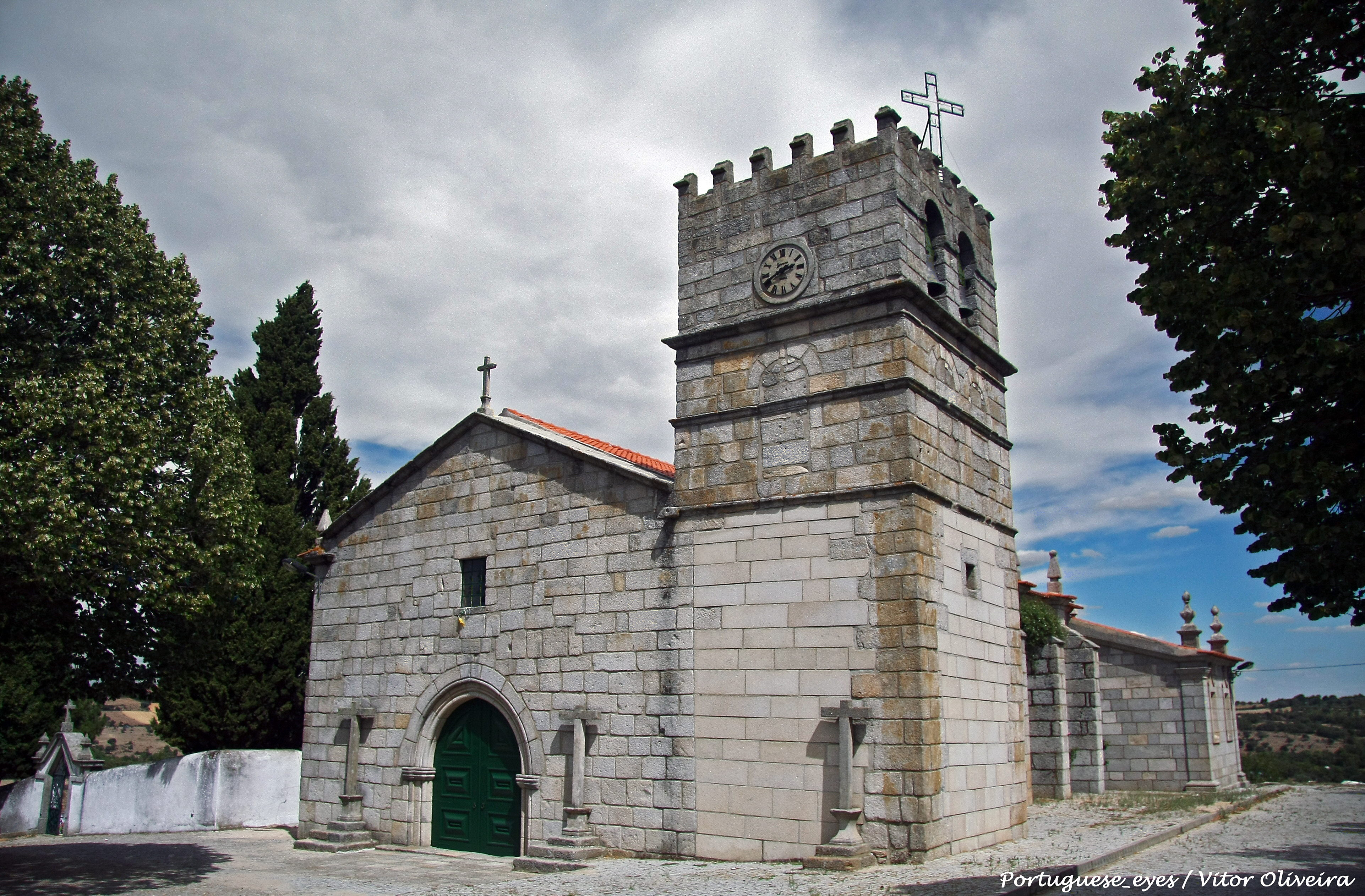
Iglesia de Vermiosa.

La población del antiguo municipio de Castelo Rodrigo también sufrió los efectos de la guerra de sucesión española (1702-1714) y la guerra de los Siete Años (1756-1763), así como la tercera invasión francesa (1810-1811) que dejó a la región en un estado de pobreza deplorable.
Hace tiempo que Castelo Rodrigo perdió el papel central que desempeñó en otros tiempos, tanto a nivel militar y geoestratégico para la defensa de la región, como a nivel social y administrativo. Sintomático de esta situación es el hecho de que el ayuntamiento se trasladó a Figueira, una localidad que concentraba cada vez más las fuerzas sociales y económicas del municipio. El 25 de junio de 1836, María II, en una carta refrendada por el ministro Agostinho José Freire, atribuyó a Figueira el fuero de villa y, como consecuencia de la reforma del sistema administrativo emprendida por Mouzinho da Silveira a partir de 1832, la sede del municipio fue finalmente transferida a la nueva ciudad, el 6 de noviembre de 1836, con la denominación de Figueira de Castelo Rodrigo, sirviendo no solo para distinguirla de otras ciudades del mismo nombre, sino también para rendir homenaje a la antigua capital.

## Freguesias
Las freguesias de Figueira de Castelo Rodrigo son las siguientes:
- Algodres, Vale de Afonsinho e Vilar de Amargo
- Almofala e Escarigo
- Castelo Rodrigo
- Cinco Vilas e Reigada
- Colmeal e Vilar Torpim
- Escalhão
- Figueira de Castelo Rodrigo
- Freixeda do Torrão, Quintã de Pêro Martins e Penha de Águia
- Mata de Lobos
- Vermiosa

## Demografía
| Gráfica de evolución demográfica de Figueira de Castelo Rodrigo entre 1864 y 2021 |
|                                                                                   |
| Datos según el nomenclátor publicado por el INE portugués.                        |

Antes de la reforma administrativa de enero de 2013, que redujo el número de freguesias, el municipio de Figueira de Castelo Rodrigo estaba dividido en 27 freguesias. Las freguesias desaparecidas en el proceso fueron Algodres, Almofala, Cinco Vilas, Colmeal, Escarigo, Freixeda de Torrão, Penha da Águia, Quintã de Pêro Martins, Reigada, Vale de Alfonsinho, Vilar de Amargo y Vilar Torpim.
Tras la reforma administrativa de 2013, el número de freguesias se redujo a 10: